# Eristalinus punctulata
Eristalinus punctulata là một loài ruồi trong họ Ruồi giả ong (Syrphidae). Loài này được Macquart mô tả khoa học đầu tiên năm 1847. Eristalinus punctulata phân bố ở miền Australasia